# Three Minutes to Earth
«Three Minutes to Earth» (Три минуты до Земли) — песня в исполнении группы «The Shin» и грузинской певицы Марико Эбралидзе, с которой они представили Грузию на конкурсе песни «Евровидение-2014».
Песня была выбрана 24 февраля 2014 года путём внутреннего отбора Грузии на «Евровидение», что позволило грузинской группе совместно с Марико представить свою страну на международном конкурсе песни «Евровидение-2014», который прошёл в Копенгагене, Дания.